# Сельское поселение Фруктовское
Сельское поселение Фруктовское — упразднённое в 2017 году муниципальное образование упразднённого Луховицкого муниципального района Московской области.

## Общие сведения
Образовано в ходе муниципальной реформы, в соответствии с Законом Московской области от 21.12.2004 года № 180/2004-ОЗ «О статусе и границах Луховицкого муниципального района и вновь образованных в его составе муниципальных образований».
Административный центр — посёлок Фруктовая.
Глава сельского поселения — Конев Александр Аркадьевич, председатель Совета депутатов — Гурков Сергей Валентинович.

## Население
| 2006  | 2007  | 2008  | 2009  | 2010  | 2011  |
| ----- | ----- | ----- | ----- | ----- | ----- |
| 3655  | ↗3676 | ↗3689 | ↗3701 | ↘3440 | ↗3465 |
| 2012  | 2013  | 2014  | 2015  | 2016  | 2017  |
| →3465 | ↗3496 | ↘3490 | ↗3517 | →3517 | ↘3508 |

## География
Расположено в центральной части Луховицкого района. На севере граничит с сельским поселением Дединовским, на востоке — с городским поселением Белоомут, на юге — с сельским поселением Газопроводским, на западе — с городским поселением Луховицы и сельскими поселениями Астаповским и Головачёвским. Площадь территории муниципального образования составляет 7543 га.

## Состав сельского поселения
В состав сельского поселения входят 9 населённых пунктов упразднённой административно-территориальной единицы — Фруктовского сельского округа:
| Название          | Тип     | Население (2006) | Индекс | ОКАТО          |
| ----------------- | ------- | ---------------- | ------ | -------------- |
| Беляево           | деревня | 0                | 140500 | 46 230 852 002 |
| Буково            | деревня | 55               | 140542 | 46 230 852 003 |
| Врачово           | деревня | 173              | 140500 | 46 230 852 004 |
| Врачово-Горки     | посёлок | 793              | 140500 | 46 230 852 009 |
| Ивняги            | деревня | 165              | 140530 | 46 230 852 005 |
| Озерицы           | деревня | 189              | 140542 | 46 230 852 006 |
| Перевицкий Торжок | деревня | 287              | 140542 | 46 230 852 007 |
| Солчино           | деревня | 123              | 140542 | 46 230 852 008 |
| Фруктовая         | посёлок | 1870             | 140542 | 46 230 852 001 |